# Lijkermolen No 1
De Lijkermolen No 1 is een grondzeiler net buiten Rijpwetering (gemeente Kaag en Braassem) in de Nederlandse provincie Zuid-Holland.

De molen dateert uit 1780 en is gebouwd ten behoeve van de bemaling van de Drooggemaakte Veender en Lijkerpolder, die nog moest worden drooggemaakt. De twaalfkantige vorm is ontstaan uit de opvatting van de metselaars dat een ronde molen nooit zo dicht zou kunnen worden als een twaalfkantige. Deze molen en de Lijkermolen No 2 zijn de enige twaalfkantige molens in Nederland. De Rijnlandse Molenstichting is in 1976 in bezit van de molen gekomen en heeft de molen in 1996 gerestaureerd. De molen draait regelmatig en na een aantal schadegevallen met passerende vrachtwagens is er nu een hoogtebeperking voor het verkeer van kracht op de momenten dat de wieken van de molen draaien.

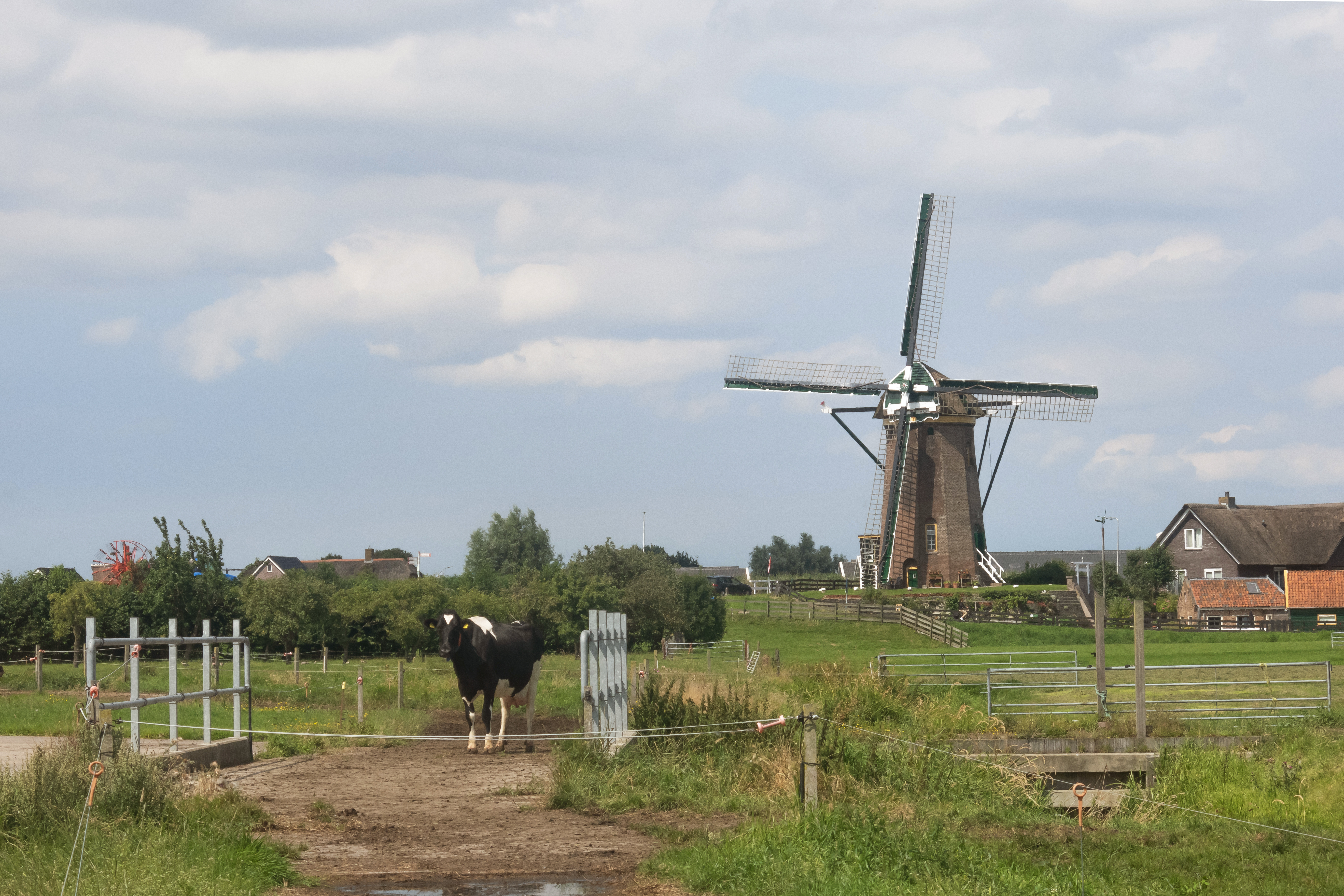
Rijpwetering, Lijkermolen no1